# Drzewiczka
Drzewiczka – rzeka wypływająca z lasów Garbu Gielniowskiego, prawy dopływ Pilicy.
Przepływa przez Petrykozy, Parczówek, Opoczno (Zalew Tulipan), Drzewicę (od której bierze nazwę i gdzie znajduje się Jezioro Drzewieckie o powierzchni 81 ha), Odrzywół, gdzie utworzony jest czterohektarowy zalew, i Brzeski, po czym wpada do Pilicy na wysokości Nowego Miasta nad Pilicą.
Na Drzewiczce w miejscowości Drzewica znajduje się tor do kajakarstwa górskiego.
W 2010 roku nastąpiło kilka dużych wylań Drzewiczki, w miejscowościach Opoczno, Parczówek, Drzewica, Radzice Duże. Zniszczeniu uległ most łączący Parczówek z Kuraszkowem. W Opocznie poziom wody przekroczył 2,5 metra. Z tego powodu  Targ w Opocznie dwukrotnie został odwołany.

## Dopływy (od źródeł do ujścia)
- Młynkowska Rzeka (L)
- Wąglanka (L)
- Brzuśnia (P)